# Johnstons Creek
Johnstons Creek är ett vattendrag i Australien. Det ligger i delstaten New South Wales, i den sydöstra delen av landet, omkring 100 kilometer sydväst om delstatshuvudstaden Sydney.
I omgivningarna runt Johnstons Creek växer i huvudsak städsegrön lövskog. Runt Johnstons Creek är det ganska tätbefolkat, med 72 invånare per kvadratkilometer. Genomsnittlig årsnederbörd är 1 352 millimeter. Den regnigaste månaden är februari, med i genomsnitt 211 mm nederbörd, och den torraste är juli, med 36 mm nederbörd.